# Krai de Siberia Oriental
El krai de Siberia Oriental (del ruso: Восточно-Сибирский край) era una división administrativa de la República Socialista Federativa Soviética de Rusia. Existió desde el 30 de julio de 1930 hasta el 5 de diciembre de 1936. Su capital era la ciudad de Irkutsk.

## Historia
El 30 de julio de 1930, como resultado de la disgregación del krai de Siberia, este fue dividido en los krais de Siberia Oriental y de Siberia Occidental. Además se le transfirieron los distritos de Chitá y Srétensk del krai del Lejano Oriente y la RASS de Buriata-Mongolia.
La estructura administrativo-territorial de la región fue cambiada repetidamente.
En diciembre de 1930, se crearon los distritos nacionales de Taimiria (Dolgano-Nenets), Evenkía y Vitimo-Olekma.
El 11 de agosto de 1930, el Presídium del Comité Ejecutivo Central de toda Rusia decidió «incluir en el krai de Siberia Oriental todo el territorio del distrito de Krasnoyarsk con la ciudad de Krasnoyarsk».
En 1931, el krai de Siberia Oriental constaba de 95 distritos, 1890 consejos de aldea, 18 ciudades y 15 asentamientos de trabajadores.
En marzo de 1934, se decidió crear la óblast de Chitá como parte del krai de Siberia Oriental.
El 7 de diciembre de 1934, el krai de Krasnoyarsk fue separado del krai de Siberia Oriental, que incluía el óblast autónomo Jakasio, los distritos nacionales de Taimiria y Evenkía. El mismo día, la óblast de Chitá fue abolida.
El 1 de mayo de 1936, el área del krai de Siberia Oriental era de 1.791 mil kilómetros cuadrados, consistía en 68 distritos, 15 ciudades, 30 asentamientos de trabajo, 7 asentamientos de tipo urbano, 1.244 consejos de aldea. En 1933, la población era de 2.183 mil personas, la proporción de la población urbana era del 29,8%.
El 5 de diciembre de 1936, el krai de Siberia Oriental fue abolido y dividido entre la óblast de Siberia Oriental y la RASS de Buriata-Mongolia.